# 三発機
三発機 (さんぱつき) とは発動機を三機、搭載する飛行機の事である。
第二次世界大戦前、まだレシプロエンジンの性能と信頼性が低く、双発機では飛行自体が不安だが、四発機では大きく重すぎて経済性が悪いという過渡期に多用されていたが、エンジン関連技術の進歩によって双発機の信頼性が向上すると衰退していった。
そして戦後、今度はジェットエンジンにおいて同じような過渡期が生じ、主に中型ジェット旅客機において三発機が普及したが、やはり技術の進歩によってより経済性に優る双発機に取って代わられていった。
コンロイ・エアクラフトは双発レシプロのダグラス DC-3のエンジンを中古のビッカース バイカウントから取り外したプラット・アンド・ホイットニー・カナダのPT6A-45に交換し、機首にも追加したコンロイ トライ・ターボ3の完成品と改造キットを販売していた。
このように固定翼機の分野では中途半端が拭えない三発機だが、ヘリコプターでは双発機に後付したシコルスキー CH-53E スーパースタリオンを全面再設計したCH-53Kでも三発を踏襲しているほか、シュド・アビアシオンSA 321 シュペルフルロンやアグスタウェストランド AW101など設計当初から三発機とされる機体もあるなど一定の評価を得ている。特に西側圏では大型機を双発でまかなえる高出力ターボシャフトエンジンの選択肢が限られることや、エンジン1基停止状態でも飛行継続できる生残性のメリットが挙げられる。（固定翼機なら片発停止のトラブルに見舞われてもある程度飛行継続可能だが、出力面や飛行高度のマージンが乏しいヘリでは耐え難い）

## 発動機の配置
- 左右の主翼に一機ずつ、垂直尾翼基部に一機。

プロペラ機ではブリテン・ノーマン トライランダー、ジェット機ではマクドネル・ダグラス DC-10やロッキード L-1011 トライスターなどが挙げられる。
- 垂直尾翼基部に一機、後部胴体の左右に一機ずつ（リアエンジン方式：ジェット機でのみ採用）。

ボーイング727やダッソー ファルコン 50/900/7X、ツポレフ　Tu-154など。
- 機首先端に一機、左右の主翼に一機（プロペラ機のみ採用）。

ユンカース Ju 52やサヴォイア・マルケッティ SM.79など。

## 発動機配置例

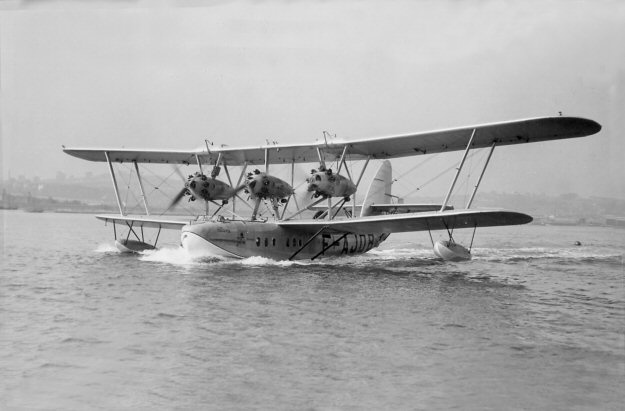
ショート カルカッタ 複葉の主翼間に並べて配置
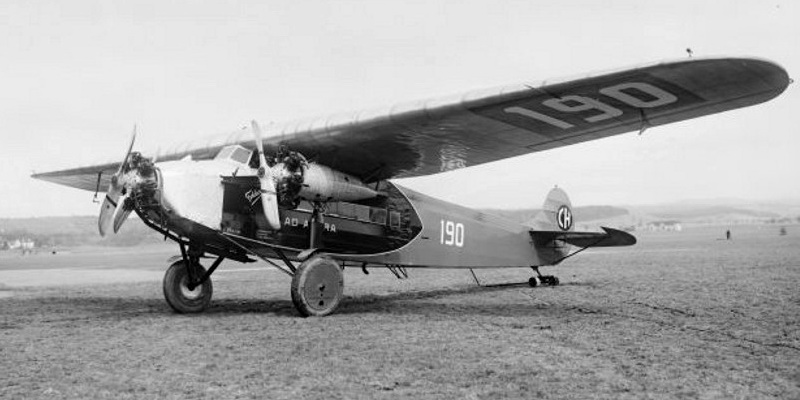
フォッカー F.VIIb/3m 機首と両翼下に配置
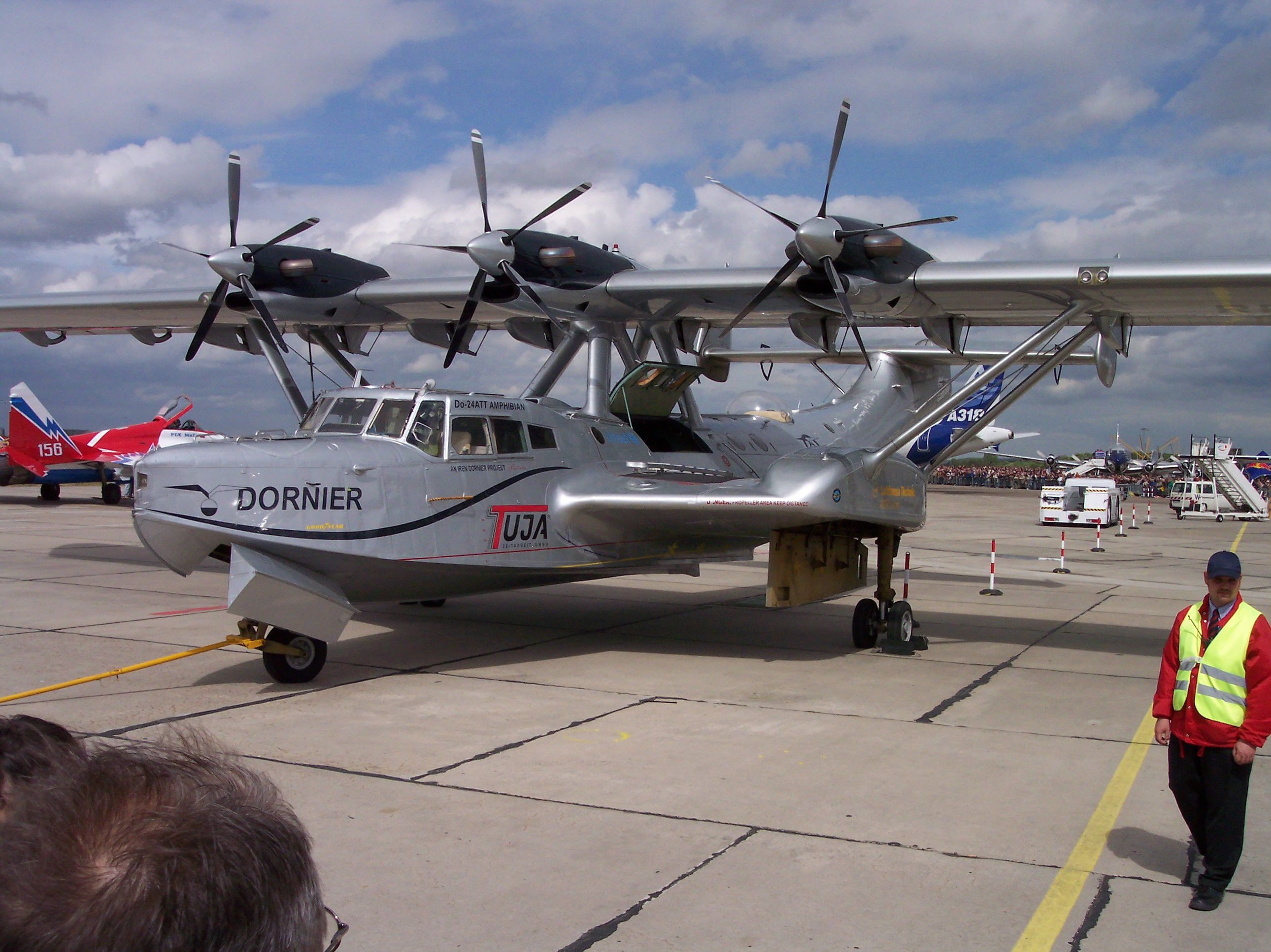
ドルニエ Do 24 ATT 主翼に配置
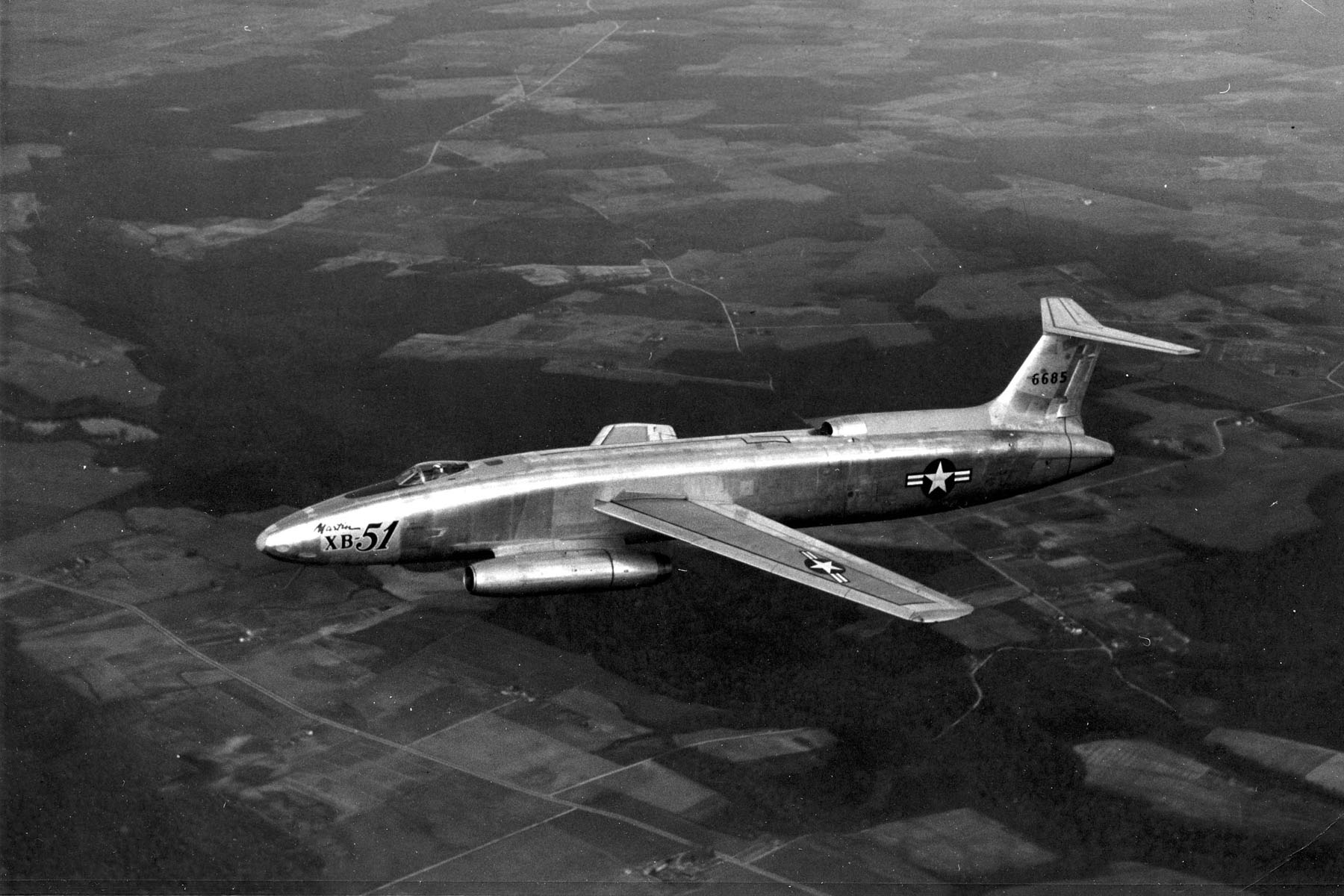
マーチン XB-51 胴体前下方両舷側と尾部に配置
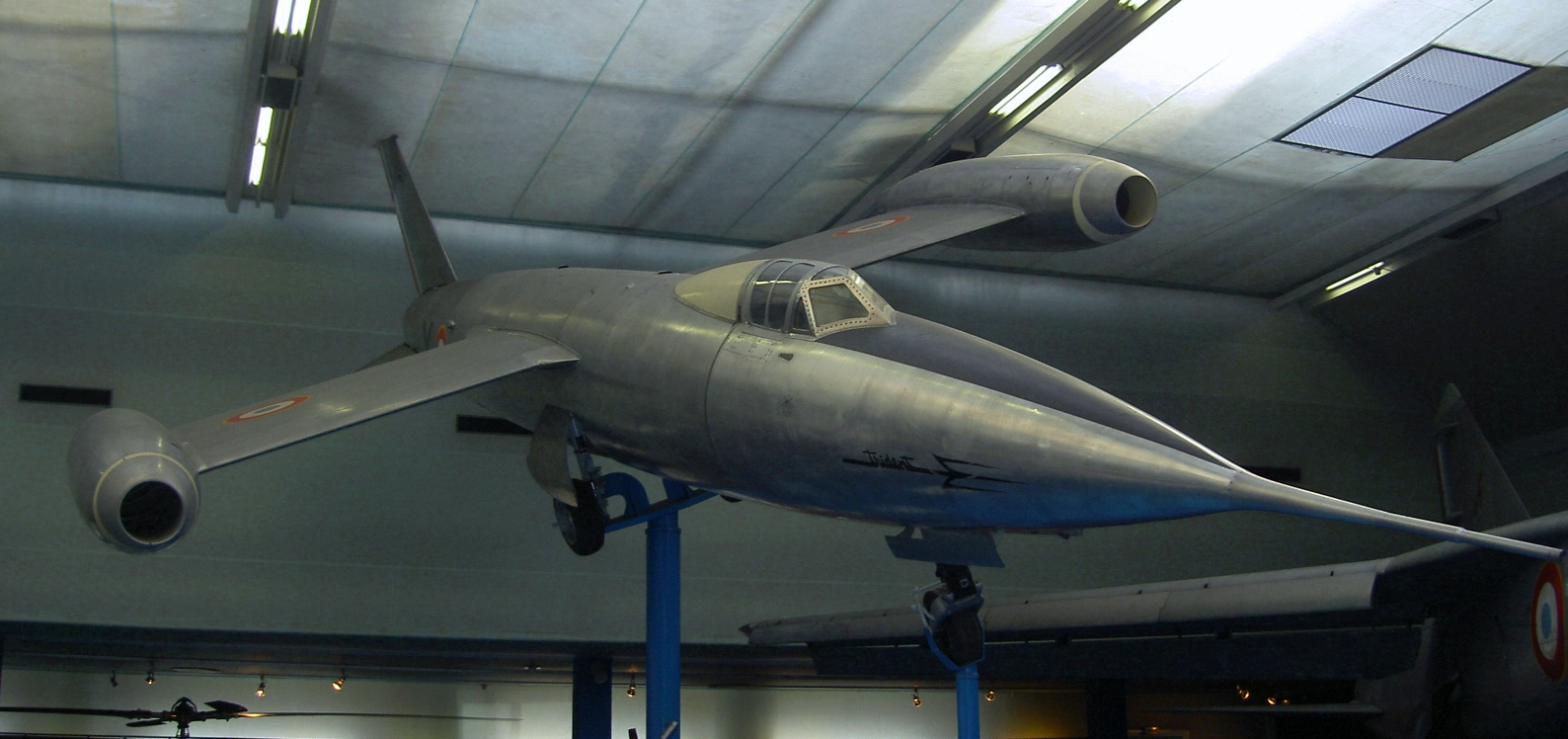
シュド・ウエスト SO.9000 トリダン 主翼端と尾部に配置
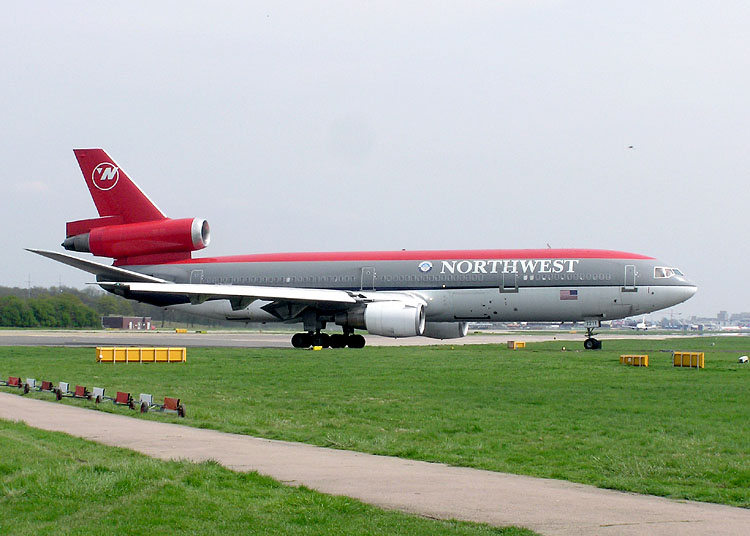
マクドネル・ダグラス DC-10-30 主翼下と尾部に配置
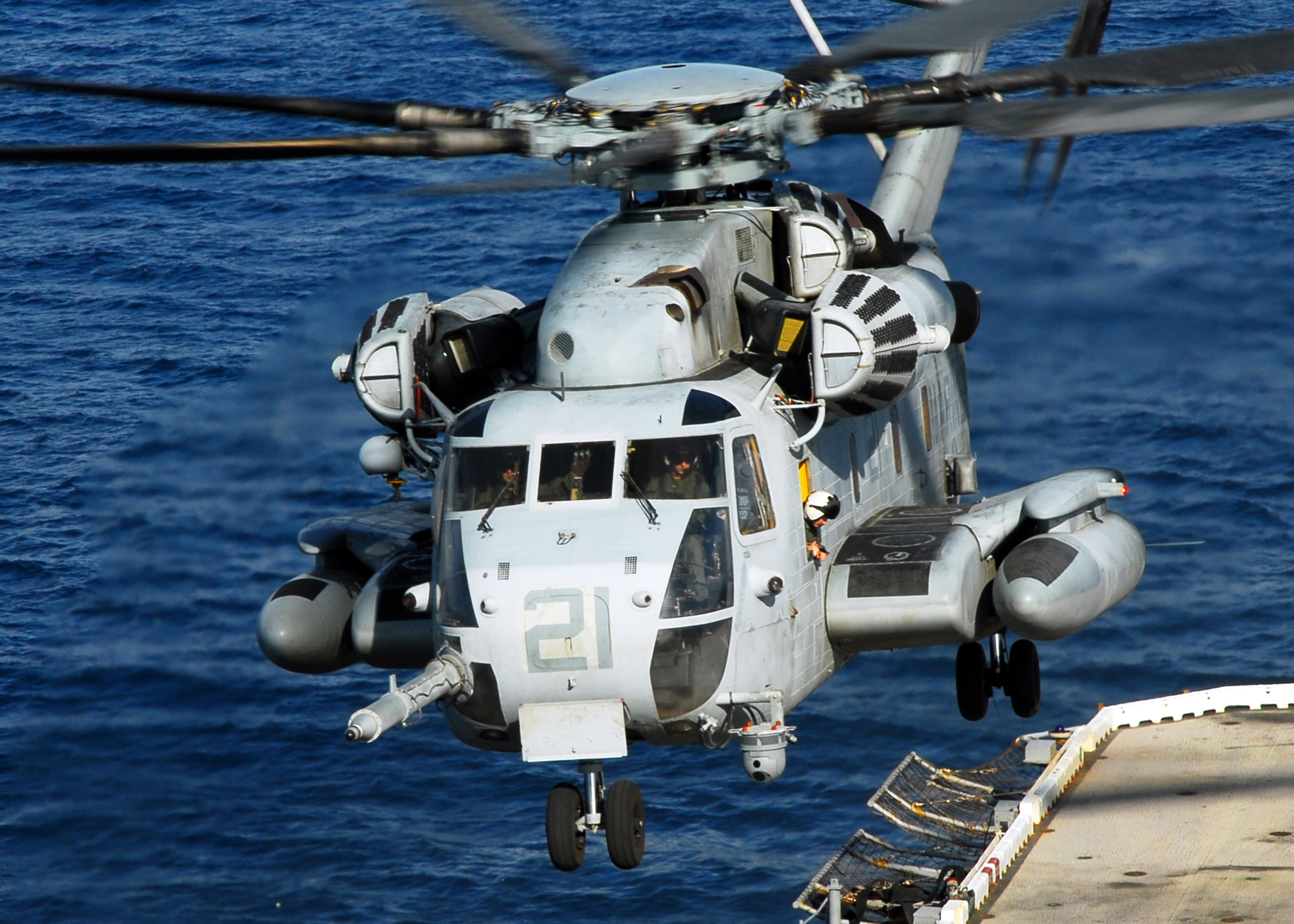
シコルスキー CH-53E スーパースタリオン 胴体上部に左2発、右1発の非対称配置
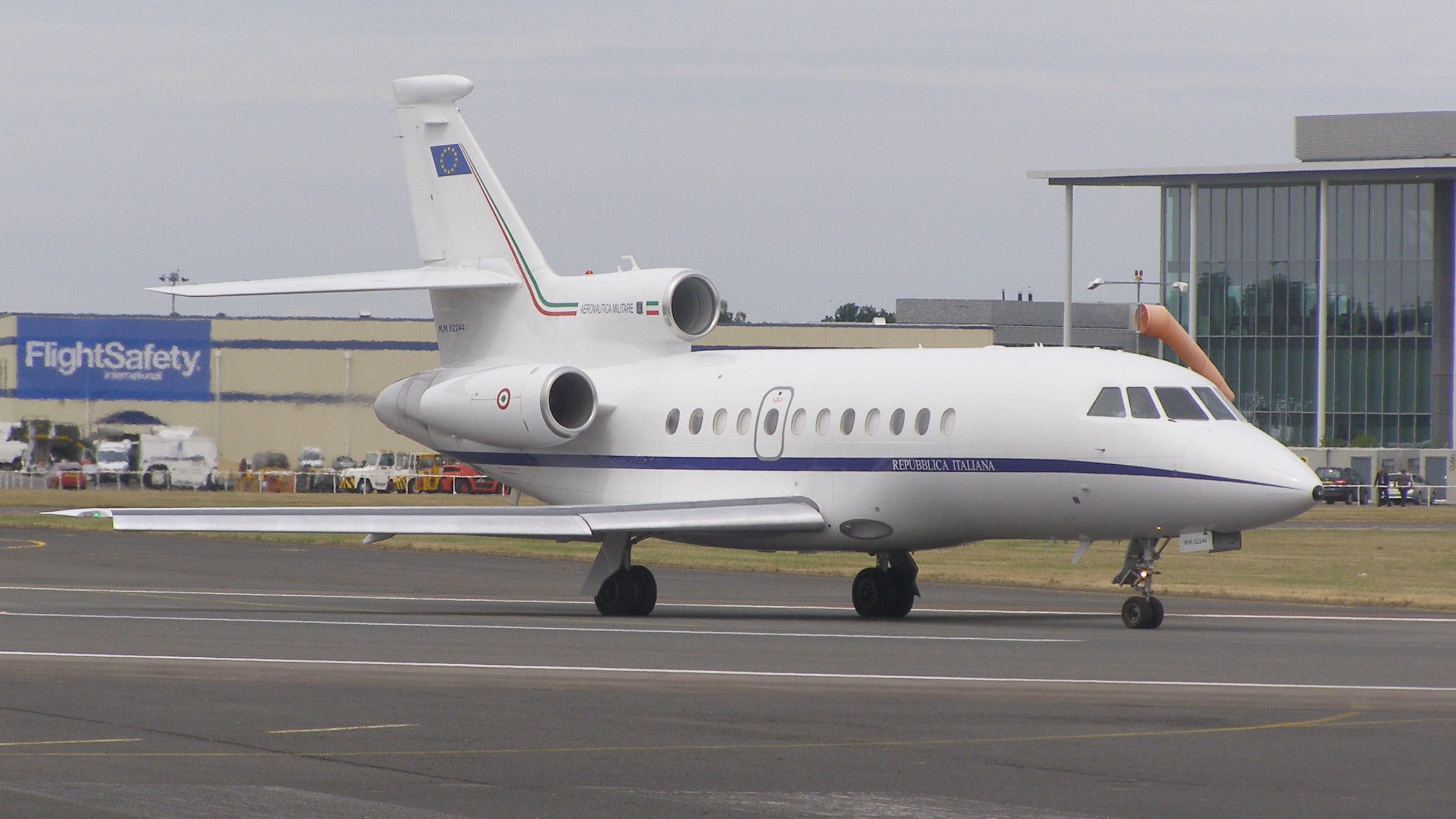
ダッソー ファルコン 900EX 尾部に集中配置
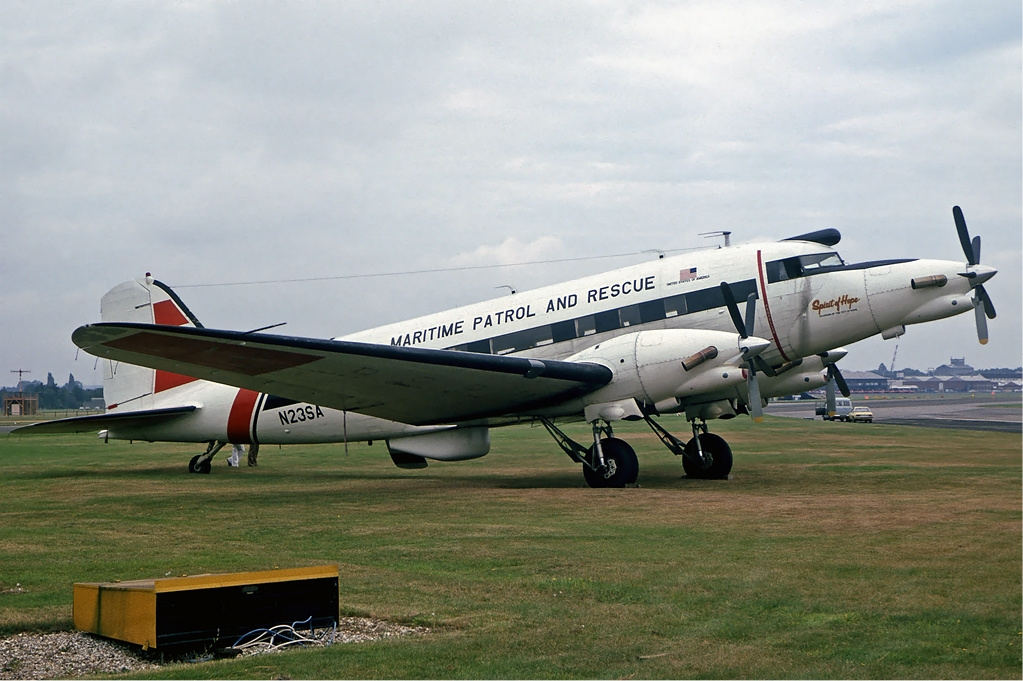
コンロイ トライ・ターボ3 ダグラス DC-3の改造機。